# Deudorix kuyaniana
Deudorix kuyaniana är en fjärilsart som beskrevs av Matsumura 1929. Deudorix kuyaniana ingår i släktet Deudorix och familjen juvelvingar. Inga underarter finns listade i Catalogue of Life.